# Премьера в Сосновке
«Премьера в Сосновке» (укр. Прем'єра у Сосновці) — советский художественный телефильм режиссёра Аркадия Микульского, вышедший на экраны в 1986 году.

## Сюжет
Молодой режиссёр Костя Сироткин после института культуры приезжает в село Сосновка и организует там драмколлектив. Он имеет цель привлечь сельчан к самодеятельности и поставить «Коварство и любовь» Шиллера. Относящиеся поначалу скептически к затее режиссёра колхозники постепенно увлекаются театром, и постановка имеет огромный успех.

## В ролях
- Владимир Шевельков — Костя Сироткин
- Ирина Жалыбина — Нина Лихачёва
- Юрий Прокофьев — Виктор Ватагин
- Борислав Брондуков — дядя Митя
- Ирина Бунина — Антонина
- Пётр Глебов — Алексей Никифорович, председатель колхоза
- Геннадий Юхтин — Василий Иванович, агроном
- Владимир Олексеенко — дед Афанасий
- Инна Капинос — Катя Воронцова
- Галина Долгозвяга — Люба
- Елена Ильяшенко — Тамара
- Александр Агеенков — Николай
- Сергей Клименко — Сергей
- Наташа Листратенко — Настя
- Екатерина Брондукова — Галя
- Наталия Гебдовская — Наталья
- Ольга Блок-Миримская — эпизод
- С. Гончарова — эпизод
- Евгений Моргунов — режиссёр областного театра
- Владимир Мишаков — зритель
- Мария Капнист — костюмер областного театра
- Нина Колчина-Бунь — эпизод
- Николай Олейник — муж Любы
- Лидия Чащина — эпизод
- Елена Чекан — эпизод

## Съёмочная группа
- Сценарист: Валентина Спирина
- Режиссёр-постановщик: Аркадий Микульский
- Операторы-постановщики: Валерий Глозак, Николай Кудрявцев
- Художник-постановщик: Пётр Слабинский
- Композитор: Александр Злотник
- Песни на стихи:
  - Вероники Тушновой
  - Болеслава Ценова
  - Вадима Крищенко
  - Игоря Лазаревского
- Дирижёр: Вадим Гнедаш
- Звукооператор: Л. Вачо
- Монтажёр: Н. Акаёмова
- Режиссёр: А. Кучеренко
- Операторы:
  - В. Шабалин
  - Г. Красноус
- Костюмы: Л. Коротенко
- Грим:
  - Е. Одинович
  - Н. Одинович
- Ассистенты режиссёра:
  - Л. Штогаренко
  - Т. Черкашина
- Художник-декоратор: О. Янишевская
- Мастер светотехники: Н. Кравчук
- Административная группа:
  - С. Петрова
  - Л. Просяниченко
  - Н. Тоцкая
  - Ю. Павелец
- Консультант: М. Дорохин
- Редактор: Рената Король
- Директор: Зинаида Миронова